# Aphelonema obscura
Aphelonema obscura är en insektsart som beskrevs av Van Duzee 1912. Aphelonema obscura ingår i släktet Aphelonema och familjen Caliscelidae. Inga underarter finns listade i Catalogue of Life.